# Peter Fribbins
Peter Fribbins (Londres, 4 juin 1969) est un compositeur britannique. Il étudie la musique à la Royal Academy of Music, aux universités de Royal Holloway et Nottingham et la composition avec Hans Werner Henze, à Londres et en Italie.

## Parcours
Certaines de ses œuvres sont d'inspiration  littéraire et une partie essentielle de sa musique est destinée aux cordes. De notables exceptions à cette préférence sont à citer : l'une de ses premières œuvres, le quintette à vent « In Xanadu » de 1992 (d'après Coleridge), Porphyria’s Lover (1999) pour flûte et piano (d'après Browning) et une œuvre pour clarinette et piano, That Which Echoes in Eternity (d'après un texte de la Divine Comédie de Dante). Il compose deux quatuors à cordes : le premier porte le sous-titre I Have the Serpent Brought d'après les vers de John Donne extraits de son poème Twicknam Garden ; le second (2006) commandé par le Quatuor Chilingirian, est sous-titré After Cromer, en raison de l'utilisation, en tant que matériel thématique, de l'hymne anglais du même nom. Parmi les autres œuvres de musique de chambre destinées aux cordes, citons deux trios avec piano — le premier est le plus substantiel et est créé à Vienne en 2004 ; le second, est une pièce en un seul mouvement évocateur (2007), intitulé Softly, in the Dusk... d'après le poème Piano de D. H. Lawrence — une sonate pour violoncelle commandée par Raphael Wallfisch et John York (2005) et le Quintette pour clarinette et cordes (2002). Pour un effectif plus important, Peter Fribbins compose un Concerto pour Piano (2010), qui est sous-titré The Moving Finger Writes, sur une citation extraite de la traduction de La Rubáiyát de Omar Khayyám de FitzGerald et le Concerto pour violon (2015) commandé par le violoniste français, Philippe Graffin. Peter Fribbins a également composé des mélodies et diverses petites pièces instrumentales.
Peter Fribbins est le directeur de la musique à l'Université du Middlesex à Londres (depuis 2004) et directeur artistique des concerts du dimanche de Sunday London Chamber Music Society Concerts sise anciennement au Conway Hall et, depuis 2008, résidant dans les salles du Kings Place.
Ses œuvres de concert sont souvent liées à un groupe de compositeurs britanniques appelé Music Haven, qui n'est pas à proprement parler une école, mais plutôt un groupe de compositeurs (tout comme le groupe des Six français ou l'École de Manchester, respectivement du début et de la fin du XXe siècle), principalement basé à Londres et de façon similaire, partageant les intérêts et la vision esthétique reflétant des sympathies pour les maîtres britanniques comme Britten et Tippett et la musique de la première école viennoise, en particulier Haydn et Beethoven, ainsi que les influences scandinaves de Sibelius et Nielsen. Le groupe est composé de James Francis Brown, de l'Irlandais Alan Mills, de Matthew Taylor, John Hawkins, Geoff Palmer et plus en périphérie de deux grands compositeurs britanniques, David Matthews et par association, John McCabe. L'ensemble de pièces pour piano Seven Haydn Fantasies for John McCabe — chacune composée par un compositeur différent et publié en 2009, à l'occasion de son 70e anniversaire de naissance — est à bien des égards typique du travail du groupe Music Haven.

## Catalogue
Source.

### Orchestrales
- Cappriccio pour orchestre (2005-2007)
- Concerto pour piano (2010)
- Concerto pour violon (2015)

### Musique de chambre
- Quintette pour clarinette et cordes (2002)
- Quatuor à cordes n° 1 I Have the Serpent Brought (1990-1998, révisé 2002-2004)
- Concertino pour sept (2002-2003)
- That which echoes in eternity pour violon et piano; aussi la version pour violoncelle et piano (2002-2003)
- Trio avec piano (2003-2004)
- Sonate pour violoncelle et piano (2004-2005)
- Quatuor à cordes n° 2 After Cromer (2006)
- Tout doucement, dans le crépuscule pour Trio avec piano (2006-2007)
- Danses et Lamentations pour violon et violoncelle (2007-2010)
- Fantaisies pour alto et piano (2007 et 2011)
- Variation on a Burns Air pour quatuor avec piano (2009)
- The Zong Affair pour septuor (2011)
- Sonate pour violon seul (2011-2012)

### Vent / Vocal
- Pavane pour quintette de cuivres (1989)
- Inferno pour clarinette et piano (1990-1991)
- In Xanadu pour quintette à vent (1991)
- Three Songs pour soprano et piano (1991-1998)
- Porphyria's Lover pour flûte et piano (1994-1996)
- I Travelled Among Unknown Men pour soprano et piano (2012)

### Claviers
- Nocturne (1994)
- Prélude et fugue On Cromer pour orgue / piano (2011)
- Haydn Prélude pour John McCabe (2009)
- L'Extase des jets d'eau - une Aquarelle pour piano seul (2012)[7].

## Enregistrements
Source.
- Dances & Laments - Guild (GMCD 7397). The Zong Affair, Dances & Laments, '...that which echoes in eternity' Porphyria's Lover, 'Softly, in the Dusk', Chorale Prelude and fugue on the Hymn Tune 'Cromer' - Turner Ensemble ; Philippe Graffin (violon) et Henri Demarquette ; Pál Banda (violoncelle) & Mine Dogantan-Dack (piano), Nancy Ruffer (flûte) et Helen Crayford (piano) ; Rosamunde Piano Trio ; Michael Frith[9]
- The Moving Finger Writes - Guild (GMCD 7381). Quatuor à cordes n°2 « After Cromer », A Haydn Prelude, Concerto pour piano, Fantasies pour alto et piano n° 1-2 - Quatuor Chilingirian ; Anthony Hewitt ; Diana Brekalo, Royal Philharmonic Orchestra et Robertas Šervenikas ; Sarah-Jane Bradley et Anthony Hewitt[10]
- I Have the Serpent Brought - Guild (GMCD 7343). Quatuor à cordes n° 1 « I Have the Serpent Brought », Trio avec piano, Quintette avec clarinet, Sonate pour violoncelle - Quatuor Allegri, Angell Piano Trio, Raphael Wallfisch (violoncelle), John York (piano) et James Campbell (clarinettes).
- British Fantasies, American Dreams - Guild (GMCD 7230). « Porphyria's Lover » - Nancy Ruffer(flûte) et Helen Crayford (piano).
- The London Cantilena Quintet - Serendipity (SERCD 2000). « In Xanadu » pour quintette à vent - London Cantilena Quintet.